# نویبورگ ام این
نویبورگ ام این (به آلمانی: Neuburg am Inn) یک شهر در آلمان است که در بایرن واقع شده‌است.

## خصوصیات
نویبورگ ام این ۴۱٫۸۴ کیلومترمربع مساحت دارد ۴۵۲ متر بالاتر از سطح دریا واقع شده‌است.